# 1500미터 달리기

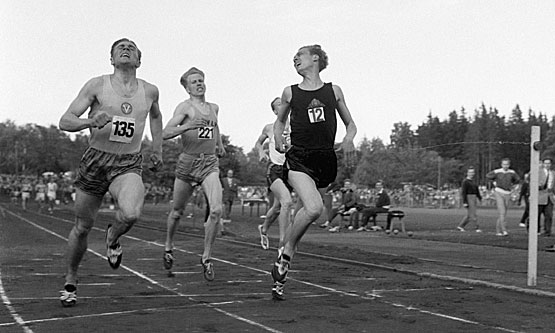
1957년 핀란드 투르쿠에서 1,500m 세계 기록을 무너뜨린 세 선수. Olavi Salsola, Olavi Salonen, Olavi Vuorisalo (The three Olavis)

1500미터 달리기(1500 metres, 1,500-metre run)는 육상 경기에서 가장 멀리 달리는 중거리 달리기 경기다. 이 달리기의 거리는 1896년 이후로 하계 올림픽에서, 1983년 이후로 세계 육상 선수권 대회에서 경쟁을 벌이기 시작했다. 이는 1.5킬로미터 또는 대략 15⁄16  마일에 맞먹는다.
이 경주의 요건은 800미터 달리기의 요건과 비슷하지만, 더 많은 유산소 지구력, 더 낮은 단거리 속도 요구가 필요하다. 1500미터 달리기는 주로 유산소이지만, 무산소적 조건 또한 필요하다.

## 같이 보기
- 남자 1500m 달리기 세계 기록 추이
- 여자 1500m 달리기 세계 기록 추이